# San Godenzo
San Godenzo ist eine italienische Gemeinde mit 1040 Einwohnern (Stand 31. Dezember 2023) in der Metropolitanstadt Florenz in der Toskana.

## Geographie

Lage von San Godenzo in der Metropolitanstadt Florenz

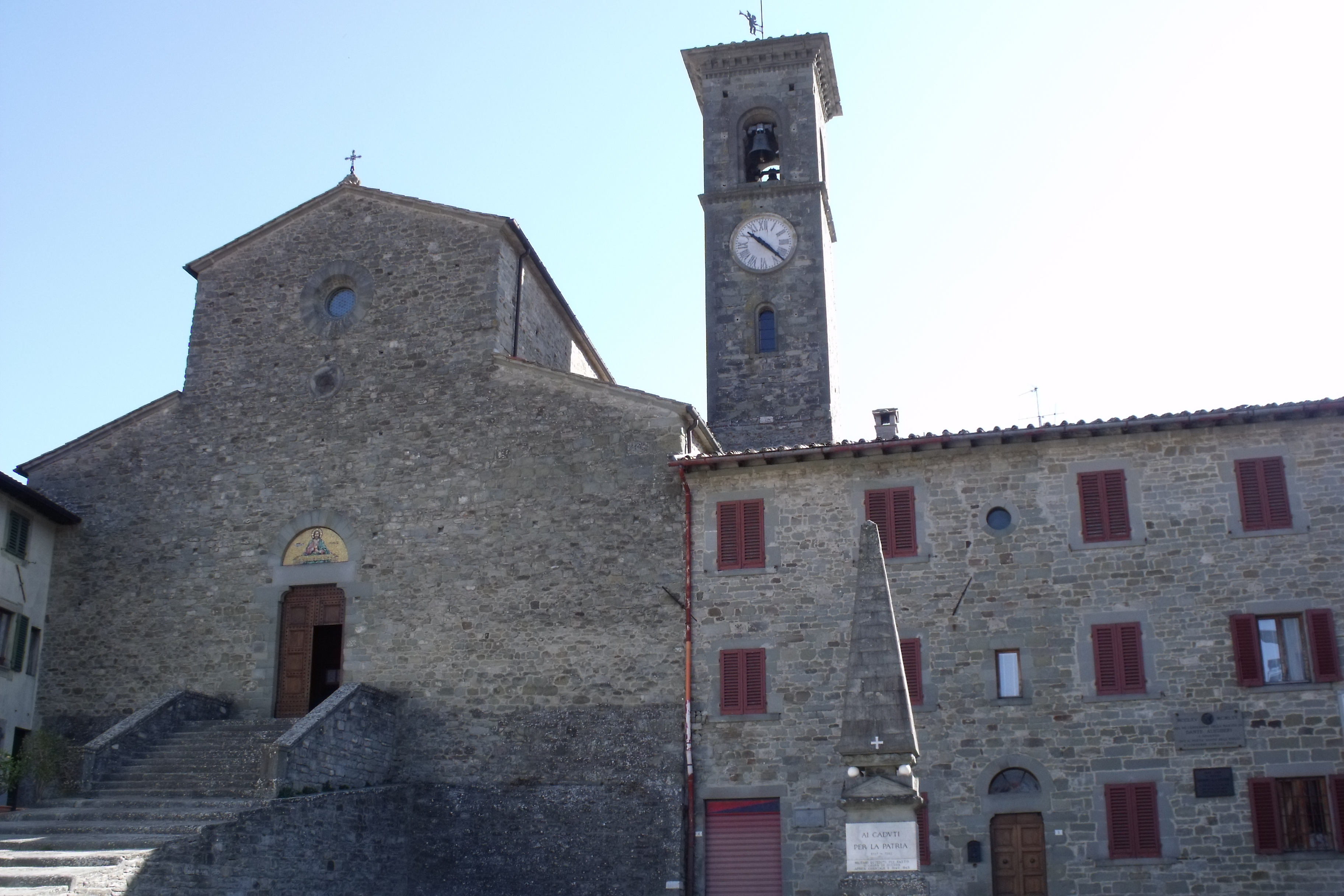
Die Abtei San Gaudenzio in der Ortsmitte von San Godenzo

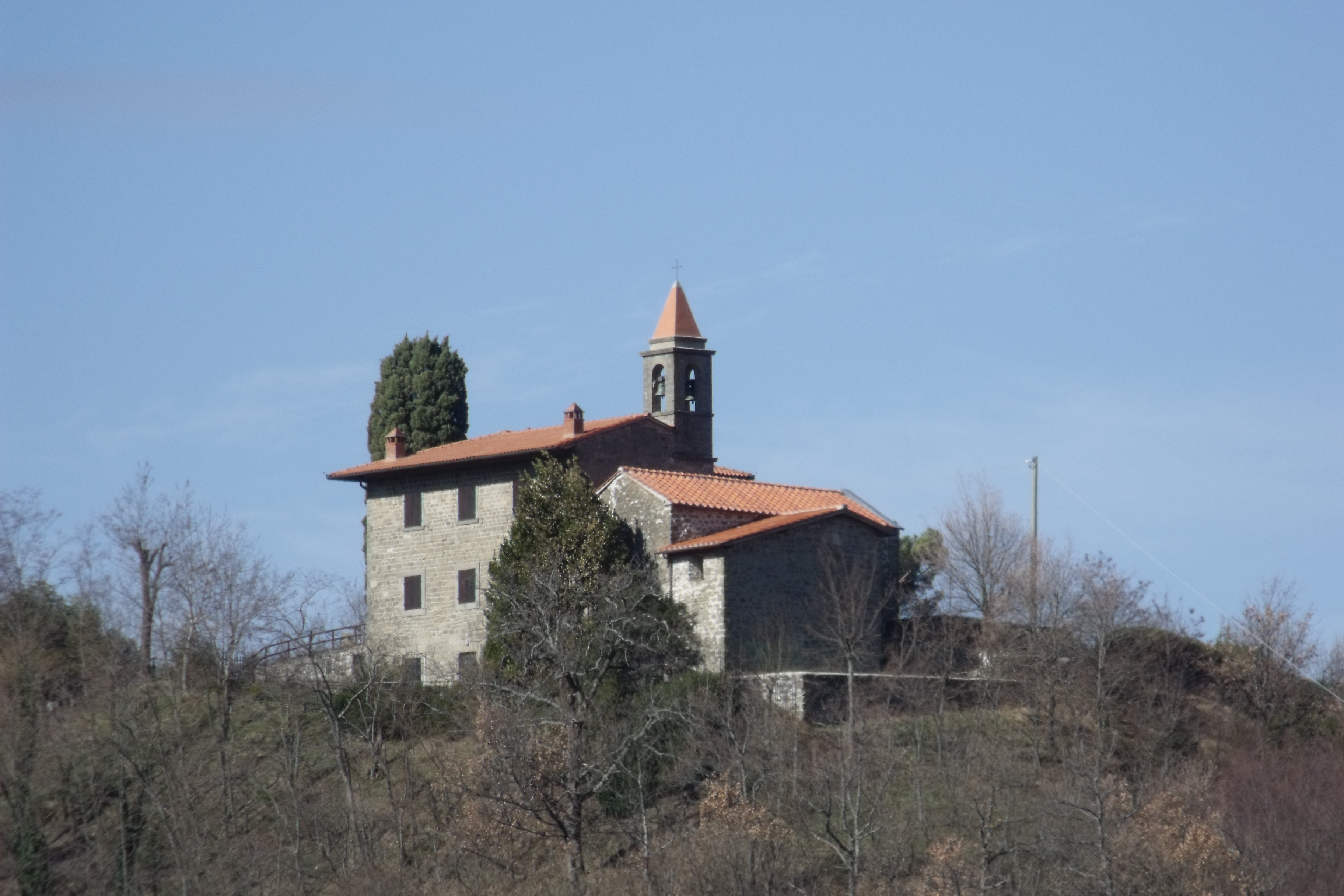
Kirche der Santa Maria a Ficciana

San Godenzo liegt etwa 50 km nordöstlich von Florenz im Bergland des Apennin, an der Grenze zur Provinz Forlì-Cesena (Emilia-Romagna), die hier durch den Gebirgspass Passo del Muraglione (907 Höhenmeter) vollzogen wird. Der Weg in die Emilia-Romagna führt hier über die Staatsstraße SS 67. Die dünn besiedelte Gemeinde umfasst ein Gebiet an den nördlichen Ausläufern des Monte Falterona, östlich des Sieve-Tals. Ungefähr ein Drittel des Territoriums gehört zum Foreste-Casentinesi-Nationalpark. Der Ort gehört zur Verwaltungsgemeinschaft Comunità montana Montagna Fiorentina und liegt am gleichnamigen Fluss San Godenzo. In der klimatischen Einordnung italienischer Gemeinden zählt der Ort zu der Zone E, 2891 GG.
Neben dem Ort San Godenzo gehören zur Gemeinde die Ortsteile (Frazioni) Casale, Castagneto, Castagno d’Andrea (die am höchsten gelegene Ansiedlung, 725 m), Cavallino, Petrognano und San Bavello.
Die Nachbargemeinden sind Dicomano, Londa, Marradi, Portico e San Benedetto (FC), Premilcuore (FC), Santa Sofia (FC) und Pratovecchio Stia.

## Geschichte
San Godenzo entstand mit der Gründung der Benediktinerabtei um das Jahr 1028. Das Territorium gehörte im Spätmittelalter den Grafen Guidi und kam 1344 (San Godenzo und San Bavello) bzw. 1366 (Castagno) unter die Herrschaft von Florenz.
Nach der italienischen Einheit 1861 wuchs der Ort von ca. 3400 Einwohnern auf ca. 4100 (1911). Danach fiel die Einwohnerzahl kontinuierlich bis 1991, als ca. 1100 Einwohner gezählt wurden.
Der Hauptort San Godenzo lag an der Gotenlinie und wurde im 1944 durch deutsche Truppen beim Rückzug fast vollständig zerstört.

## Kultur und Sehenswürdigkeiten

### Kirchen
- Abbazia di San Gaudenzio – Die Benediktinerabtei im Zentrum von San Godenzo wurde um 1028 vom Bischof von Fiesole Jacopo il Bavaro gegründet. Die dreischiffige romanische Kirche wurde 1070 geweiht. Sie enthält einen Bernardo Daddi zugeschriebenen Flügelaltar (1333) und Werke von Baccio da Montelupo (Holzstatue des Heiligen Sebastian) und Franciabigio (Annunciazione).
- Chiesa di Santa Maria all’Eremo – Die Kirche wurde im Jahre 1021 zum ersten Mal erwähnt.
- Chiesa di San Martino – Die Kirche in Castagno d’Andrea stammt aus dem Jahre 1840. Nach der vollständigen Zerstörung im Zweiten Weltkrieg wurde sie wieder errichtet und enthält ein Apsisfresko von Pietro Annigoni.
- Chiesa di San Niccolò – Kirche im Ortsteil Casale
- Pieve di San Babila – Die Kirche in San Bavello wurde 1103 zum ersten Mal erwähnt. Bei einem Erdbeben im Jahre 1919 wurde sie zerstört und in der heutigen Form zwischen 1920 und 1924 errichtet.
- Chiesa di San Giorgio – Die Kirche von Petrognano wurde nach dem Erdbeben von 1919 im Jahre 1938 wieder aufgebaut.
- Chiesa di Santa Maria a Ficciana – Kirche zwischen Casale und Castagno d’Andrea, die bereits 1276 erwähnt wurde und älteren Ursprungs ist[2]

## Persönlichkeiten
Der Renaissancemaler Andrea del Castagno (um 1418–1457) wurde in dem Ort Castagno geboren, heute nach ihm Castagno d’Andrea genannt.